# Mađarski jezik
Mađarski jezik, odnosno madžarski jezik (ISO 639-3: hun), kojim govore Mađari, narod u Srednjoj Europi, jezik je ugro-finske skupine uralske jezične porodice.

## Rasprostranjenost
Mađarski se govori u Mađarskoj, Srbiji (u Vojvodini)  te dijelu Slovenije (okolina Lendave, u istočnoj Sloveniji). Pored toga, mađarski se govori i u dijelovima Rumunjske, Slovačke, Ukrajine, Hrvatske i Austrije, ali u njima nema status službenog jezika. Njime govori ukupno 13 611 600 ljudi u svim državama.
Kako je mađarski jezik službeni jezik Mađarske, on je istovremeno i jedan od službenih jezika Europske unije.
Mađarski je također jedan od službenih jezika Vojvodine i službeni jezik tri općine u Sloveniji: Hodoš, Dobrovnik i Lendava, zajedno sa slovenskim. Mađarski je službeno priznat i kao manjinski ili regionalni jezik u Austriji, Hrvatskoj, Rumunjskoj, Bukovini, Zakarpatiji u Ukrajini i Slovačkoj. U Rumunjskoj i Slovačkoj, službeni je jezik na lokalnoj razini u svim općinama i gradovima gdje je mađarska etnička zajednica veća od 20%.
Kao materinji jezik mađarski se govori u sljedećim državama:
| Država                             | Govornici      |
| ---------------------------------- | -------------- |
| Mađarska                           | 10 milijuna    |
| Rumunjska (ugl. Transilvanija)     | 1 443 970      |
| Slovačka                           | 520 528        |
| Srbija (ugl. Vojvodina)            | 293 299        |
| Ukrajina (ugl. Zakarpatska oblast) | 149 400        |
| SAD                                | 117 973        |
| Kanada                             | 75 555         |
| Izrael                             | 70 000         |
| Austrija (ugl. Gradišće)           | 22 000         |
| Hrvatska                           | 16 500         |
| Slovenija                          | 9,240          |
| Ukupno                             | 12-13 milijuna |

Izvori: Nacionalni popisi stanovništva, Ethnologue
Oko još milijun ljudi govori mađarski u Argentini, Australiji, Belgiji, Brazilu, Kanadi, Češkoj, Finskoj, Francuskoj, Njemačkoj, Nizozemskoj, Italiji, Švicarskoj, Ujedinjenom Kraljevstvu, SAD-u, Venezueli, i u drugim dijelovima svijeta.

## Osobine

### Pismo
Mađarski se piše prilagođenom latinicom, u koju su dodani znakovi:
- za kratke samoglasnike: ö i ü;
- za duge samoglasnike: á, é, í, ó, ő, ú, i ű;
- slova q, x i w obično se ne rabe osim kod pisanja stranih imena.

Određeni dvoslovi (cs, gy, ly, ny, sz, ty i zs) predstavljaju jedan glas.

### Glasovi
Mađarski posjeduje vokalnu harmoniju, tj. samoglasnici u sufiksima se mijenjaju ovisno o samoglasniku u korijenu.

### Gramatika
Mađarski je aglutinativni jezik, što znači da se koristi velikim brojem sufikasa koji se razlikuju od padeža do padeža. Velik broj padeža (jezikoslovci se ne slažu oko točnog broja, ali smatra se da ih ima barem 24) čini mađarski jezik vrlo složenim za učenje. Imenica ház koja znači kuća poprima oblik házból u značenju iz kuće, házban u značenju u kući, házba u značenju u kuću, házról u značenju s kuće ili o kući, házon u značenju na kući, házra u značenju na kuću, itd.
Složenosti mađarske gramatike doprinosi i činjenica da mađarski ne poznaje glagol imati. Ja imam se na mađarskom jeziku iskazuje s nekem van, što u doslovnom prijevodu znači meni je.
Glagoli se konjugiraju ovisno o tome imaju li određen objekt ili ne. Látok znači Ja vidim (općenito)), ali Látom a könyvet znači Ja vidim knjigu.
Još neke karakteristike mađarskog:
- imenice i zamjenice nemaju roda (ő znači on ili ona)
- lične zamjenice se obično izostavljaju
- postoje određeni i neodređeni član
- naglasak je fiksiran na prvom slogu, uz mogućnost sekundarnog naglaska u duljim riječima
- red riječi je uglavnom slobodan

### Rječnik
Mađarski jezik ima nešto zajedničkih riječi s hrvatskim, a mnogo je i zajedničkih turcizama. Tako se na mađarskom papuča kaže papucs, ključ je kulcs itd.

## Vanjske poveznice
- Ethnologue (14th)
- Ethnologue (15th)
- hu.wikipedia.org - Wikipedia na mađarskom
- Hungarian 101 Learn Hungarian online (eng.)
- Hungarian Lexikon  Arhivirana inačica izvorne stranice od 4. listopada 2006. (Wayback Machine) (eng.)
- Hungarian - A Strange Cake on the Menu - article by Nádasdy Ádám  Arhivirana inačica izvorne stranice od 21. travnja 2006. (Wayback Machine) (eng.)